# 3591 Vladimirskij
3591 Vladimirskij là một tiểu hành tinh vành đai chính với chu kỳ quỹ đạo là 2055.2310225 ngày (5.63 năm).
Nó được phát hiện ngày 31 tháng 8 năm 1978.